# Mirjam Wiesemann

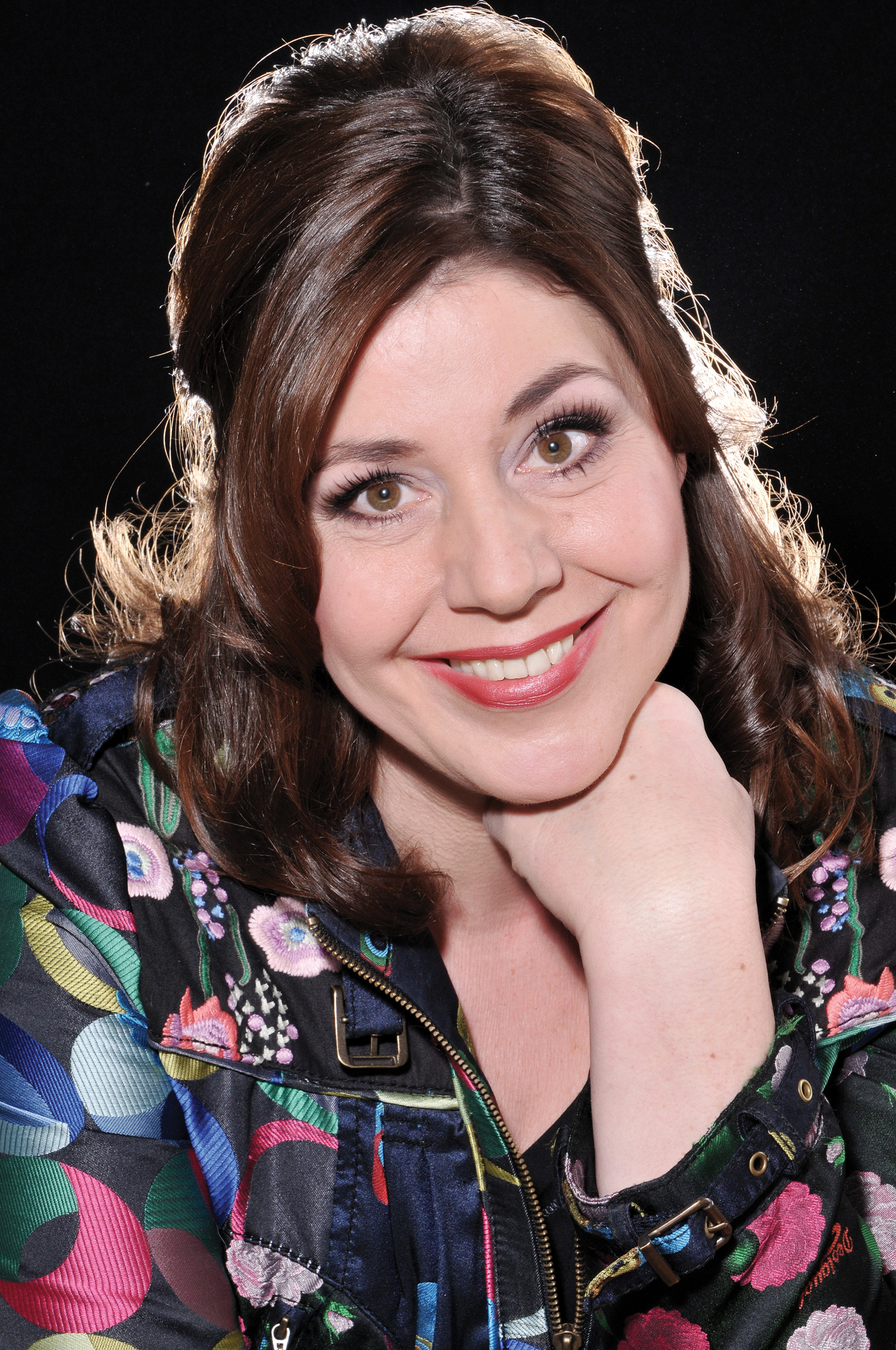
Mirjam Wiesemann (2012)

Mirjam Wiesemann (* 1964 in Düsseldorf) ist eine deutsche Schauspielerin und Autorin.

## Werdegang
Wiesemann wuchs als Tochter des 2015 verstorbenen Komponisten Bernd Wiesemann in Düsseldorf auf und absolvierte dort auch ihre Schauspielausbildung. Als Theaterschauspielerin trat sie seitdem unter anderem auf Bühnen in Krefeld, Bochum, Köln, Düsseldorf und Bonn auf.
Mirjam Wiesemann wirkte in mehreren Film- und Fernsehproduktionen mit, darunter die Serien Auf Achse, Drunter und Drüber, T.V. Kaiser und Lindenstraße. Ihre bekannteste Filmrolle spielte sie in Helge Schneiders Film Texas – Doc Snyder hält die Welt in Atem, in dem sie die Rolle des Edelfräuleins spielte.
Neben ihrer Tätigkeit als Darstellerin ist Mirjam Wiesemann auch als Sprecherin für Literaturlesungen und Hörbücher aktiv. 2004 gründete sie gemeinsam mit Vera Forester und Ingo Schmidt-Lucas außerdem die Hörbuchreihe Wort&Musik des Labels Cybele Records, deren künstlerische Leiterin sie ist.
Für ihre künstlerische Arbeit erhielt sie mehrere Auszeichnungen, u. a. war sie für den Deutschen Hörbuchpreis 2007 nominiert, sie erhielt den ECHO Klassik 2009 und 2010, den Medienpreis LEOPOLD 2009 („Gute Musik für Kinder“), den Deutschen Hörbuchpreis 2010 (Nominierung), 2011 für die Edition „Künstler im Gespräch“ (Kategorie „Beste verlegerische Leistung“) sowie den Jahrespreis 2017 des Preises der deutschen Schallplattenkritik für Bernd Alois Zimmermann und das symphonische Spätwerk.
2014 erschien ihr Kunstband „Weht ein Stadtspaziergang durch den Traum“ zum 20-jährigen Jubiläum von Cybele Records.

## Diskografie als Hörbuch-Sprecherin, Autorin und künstlerische Leiterin
- Katrin Dorn: Tangogeschichten (2004)
- Urs Faes: Als hätte die Stille Türen (2005)
- Martin Baltscheit: Vom Mädchen das nicht schlafen wollte (2006)
- Arnold Schönberg: Die Prinzessin – Kindergeschichten, geschrieben und gesprochen von Arnold Schönberg (2008)
- Karl Amadeus Hartmann und das Streichquartett (2009)
- Hans Erich Apostel und das Streichquartett (2010)
- Hans Werner Henze und das Requiem (2010)
- Mirjam Wiesemann: Auf Flügeln in die Tiefe – Geschichten vom Aufwachsen (2010)
- Pierre Boulez und das Klavier (2013)
- Jacqueline Fontyn und das Konzert (2014)
- Juan Allende-Blin und das Ensemble (2016)
- Bernd Alois Zimmermann und das symphonische Spätwerk (2017)